# Bouzanville
 Bouzanville  là một xã của tỉnh Meurthe-et-Moselle, thuộc vùng Grand Est, đông bắc nước Pháp. Xã này nằm ở khu vực có độ cao trung bình 315 mét trên mực nước biển. Dân số theo điều tra năm 1999 là 65 người.